# دبليو دبليو إف رود تو راسلمنيا
دبليو دبليو إف: رود تو راسلمنيا (بالإنجليزية: WWF Road to WrestleMania)‏ ، هي لعبة فيديو إلكترونية من نوع رياضة مصارعة الحرة، نشرها شركة تي إتش كيو الأمريكية بتطوير من شركة ناتسومي اليابانية سنة 2001م، وتعمل حصراً لنظام جيم بوي أدفانس المحمولة.